# Folketingsvalget 2019 på Færøerne
Folketingsvalget 2019 på Færøerne var en del af folketingsvalget 2019. Ved valget valgtes på Færøerne 2 af de 179 medlemmer i det danske Folketing. Valget blev afholdt den 5. juni 2019.

## Valgregler
Valget blev ledet af en valgbestyrelse på 13 medlemmer som er udpeget af Landsstyret. Rigsombudsmanden på Færøerne fastsætter valgdatoen, træffer afgørelser i sager om optagelse på valglisten, indberetter valgresultatet og varetager forskellige andre opgaver i forbindelse med valget.

### Valgret
Man kunne stemme til Folketingsvalget hvis man havde dansk indfødsret, var fyldt 18 år og boede i det danske rige, medmindre man var umyndiggjort. Vælgere som boede på Færøerne, skulle stemme ved valget på Færøerne.
Vælgere som tidligere havde boet på Færøerne, men som ved valget boede midlertidigt uden for det danske rige, kunne også stemme ved folketingsvalget på Færøerne i nogle tilfælde. Rigsombudsmanden træffer afgørelse om betingelserne for stemmeret på Færøerne er opfyldt. Personer fra Færøerne som midlertidigt boede i Danmark eller Grønland, skulle stemme ved Folketingsvalget i Danmark henholdsvis Grønland.

### Partier og kandidater
Til folketingsvalget på Færøerne kunne opstille kandidater for partier som blev repræsenteret i det færøske parlament, Lagtinget, ved det sidst afholdte lagtingsvalg, og som fortsat var repræsenteret i Lagtinget ved folketingsvalgets udskrivelse, samt kandidater uden for partierne. Partierne i Landstinget skulle godkende kandidater som stillede op for partiet. Kandidater uden partierne skulle have 150-200 stillere.
Kandidater til Folketingsvalget 2019 skulle anmeldes senest 25. maj 2019 kl. 18.00.
Ved det foregående valg til Lagtinget 2015 blev der indvalgt 7 partier, som derfor var opstillingsberettigede til folketingsvalget 2019. Det var:
- Javnaðarflokkurin (Socialdemokratiet, 8 mandater)
- Tjóðveldi (Det Republikanske Parti, 7 mandater)
- Fólkaflokkurin (Folkepartiet, 6 mandater)
- Sambandsflokkurin (Samhørighedspartiet, 6 mandater)
- Framsókn (Det Liberale Nationalistiske Parti, 2 mandater)
- Miðflokkurin (Centerpartiet, 2 mandater)
- Nýtt Sjálvstýri (Selvstyrepartiet, 2 mandater)

Miðflokkurin stillede ikke op til folketingstingsvalget. De øvrige seks partier i Lagtinget stillede op, og der var ingen kandidater uden for partierne.

### Opgørelse
Folketingsvalget på Færøerne opgøres efter d'Hondts metode: Stemmetallene for hvert parti og hver kandidat uden for partierne deles med 1 og 2, og de to største kvotienter giver valg til partiet eller kandidaten. Det vil i praksis sige at det største parti får begge mandater hvis det har fået mere end dobbelt så mange stemmer som det næststørste parti; ellers får de to største partier et mandat hver.[kilde mangler]

## Resultat
| Parti                                       | Folketingsvalget 2015 | Folketingsvalget 2015 | Folketingsvalget 2015 | Folketingsvalget 2019        | Folketingsvalget 2019        | Folketingsvalget 2019        | +/-    | +/-     |
| Parti                                       | Stemmer               | %                     | Mand.                 | Stemmer                      | %                            | Mand.                        | %      | Mand.   |
| ------------------------------------------- | --------------------- | --------------------- | --------------------- | ---------------------------- | ---------------------------- | ---------------------------- | ------ | ------- |
| Tjóðveldi                                   | 5718                  | 24,5 %                | 1                     | 4.830                        | 18,6 %                       | 0                            | -5,9 % | -1      |
| Javnaðarflokkurin                           | 5670                  | 24,3 %                | 1                     | 6.630                        | 25,5 %                       | 1                            | +1,3 % | 1       |
| Sambandsflokkurin                           | 5496                  | 23,5 %                | 0                     | 7.349                        | 28,3 %                       | 1                            | +4,8 % | +1      |
| Fólkaflokkurin                              | 4384                  | 18,8 %                | 0                     | 6.181                        | 23,8 %                       | 0                            | +5,1 % | Uændret |
| Framsókn                                    | 744                   | 3,2 %                 | 0                     | 639                          | 2,5 %                        | 0                            | -0,8 % | Uændret |
| Miðflokkurin                                | 605                   | 2,6 %                 | 0                     | Stillede ikke op             | Stillede ikke op             | Stillede ikke op             | -2,6 % | Uændret |
| Sjálvstýriflokkurin                         | 400                   | 1,7 %                 | 0                     | 333                          | 1,3 %                        | 0                            | -0,4 % | Uændret |
| Zakarias Wang (kandidat uden for partierne) | 347                   | 1,5 %                 | 0                     | Ingen løsgængere stillede op | Ingen løsgængere stillede op | Ingen løsgængere stillede op | -1,5 % | Uændret |

Færøernes første mandat gik til Edmund Joensen fra det borgerlige parti Sambandsflokkurin. Partiet fik 28,3 % af stemmerne, og Edmund fik 1.885 personlige stemmer. Det andet mandat var genvalg til Sjúrður Skaale fra det socialdemokratiske Javnaðarflokkurin. Partiet fik 25,5 % af stemmerne, og Sjúrdur fik med 3.331 stemmer valgets højeste personlige stemmetal.
Det konservative Fólkaflokkurin fik på tredjepladsen 23,8 % af stemmerne, mens uafhængighedspartiet Tjódveldi kun fik 18,6 % og derved mister det mandat som Magni Arge havde før valget.
Stemmeprocenten var 70,3 % hvilket var en stigning fra 65,6 fra folketingsvalget i 2015.

### Personlige stemmer
| Nr. | Kandidat                | Parti             | Stemmer |
| --- | ----------------------- | ----------------- | ------- |
| 1   | Sjúrður Skaale          | Javnaðarflokkurin | 3.331   |
| 2   | Edmund Joensen          | Sambandsflokkurin | 1.885   |
| 3   | Høgni Hoydal            | Tjóðveldi         | 1.301   |
| 4   | Kaj Leo Holm Johannesen | Sambandsflokkurin | 1.031   |
| 5   | Bárður á Steig Nielsen  | Sambandsflokkurin | 977     |
| 6   | Magni Arge              | Tjóðveldi         | 950     |
| 7   | Uni Rasmussen           | Fólkaflokkurin    | 827     |
| 8   | Aksel V. Johannesen     | Javnaðarflokkurin | 769     |
| 9   | Jørgen Niclasen         | Fólkaflokkurin    | 747     |
| 10  | Christian Andreasen     | Fólkaflokkurin    | 709     |